# Johann Nepomuk Hortig

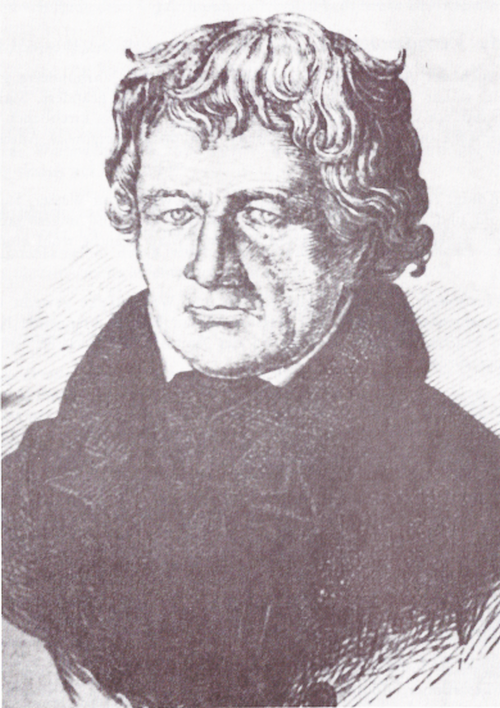
Johann Nepomuk Hortig im Sulzbacher Kalender für Katholische Christen von 1853

Johann Nepomuk Hortig, geboren als Karl Anton Hortig (* 3. März 1774 in Pleystein; † 27. Februar 1847 in München), war ein deutscher Theologe.

## Herkunft und Ausbildung
Er war Sohn des Pflegeverwalters und fürstlichen Pfalz-Sulzbachischen Rates Philipp Anton Hortig und seiner Frau Maria Josepha, geborene von Voit auf Gebhardsreuth. Die unteren Klassen des Gymnasiums besuchte er in Amberg, die drei höheren sowie die philosophischen Kurse belegte er im adeligen Seminar in Neuburg an der Donau. Von 1791 bis 1793 studierte er Rechtswissenschaften an der Universität Ingolstadt. 1794 trat er in das Benediktinerkloster Andechs ein und erhielt hier den Namen Johannes Nepomuk. Am 23. Juli 1797 wurde er zum Priester geweiht.

## Tätigkeit als Priester und Professor
1799 wurde er Kaplan im Frauenstift Nonnberg zu Salzburg und besuchte im gleichen Jahr juristische und philosophische Vorlesungen an der Universität Salzburg; hier promovierte er zum Dr. phil. 1801 wurde er Dozent für Logik und Metaphysik im Kloster Andechs. 1804 wurde er nach einem Ruf durch den damals in Salzburg regierenden Großherzog der Toskana, Ferdinand III., Professor für Ethik und Naturrecht in Salzburg. 1806 wurde er Professor für Dogmatik am Lyzeum in Amberg. Von 1812 bis 1821 war er Pfarrer in Windischeschenbach. 1821 wurde er Domkapitular in Regensburg. 1821 wurde er Professor für Moraltheologie, allgemeine Religionslehre und Religionspädagogik, kommissarisch auch für Kirchengeschichte an der Universität Landshut. Von 1824 bis 1825 leitete er als Rektor die Universität Landshut. Seit der Transferierung der Universität Landshut 1826 nach München war er Professor für Moraltheologie an der LMU München. Am 29. November 1827 wurde er Domkapitular im Metropolitankapitel in München. 1830 wurde er außerordentliches und 1841 ordentliches Mitglied der historischen Klasse der Bayerischen Akademie der Wissenschaften. Am 1. Januar 1841 verlieh ihm König Ludwig I. das Ritterkreuz des Verdienstordens vom Hl. Michael.
Er verstarb 1847 nach längerem Leiden im Alter von 72 Jahren in München; in seinem Testament vermachte er 500 fl der Kreuzbergkirche in Pleystein. Seine Bücher und Manuskripte erhielt das Kloster St. Bonifaz in München.

## Grabstätte

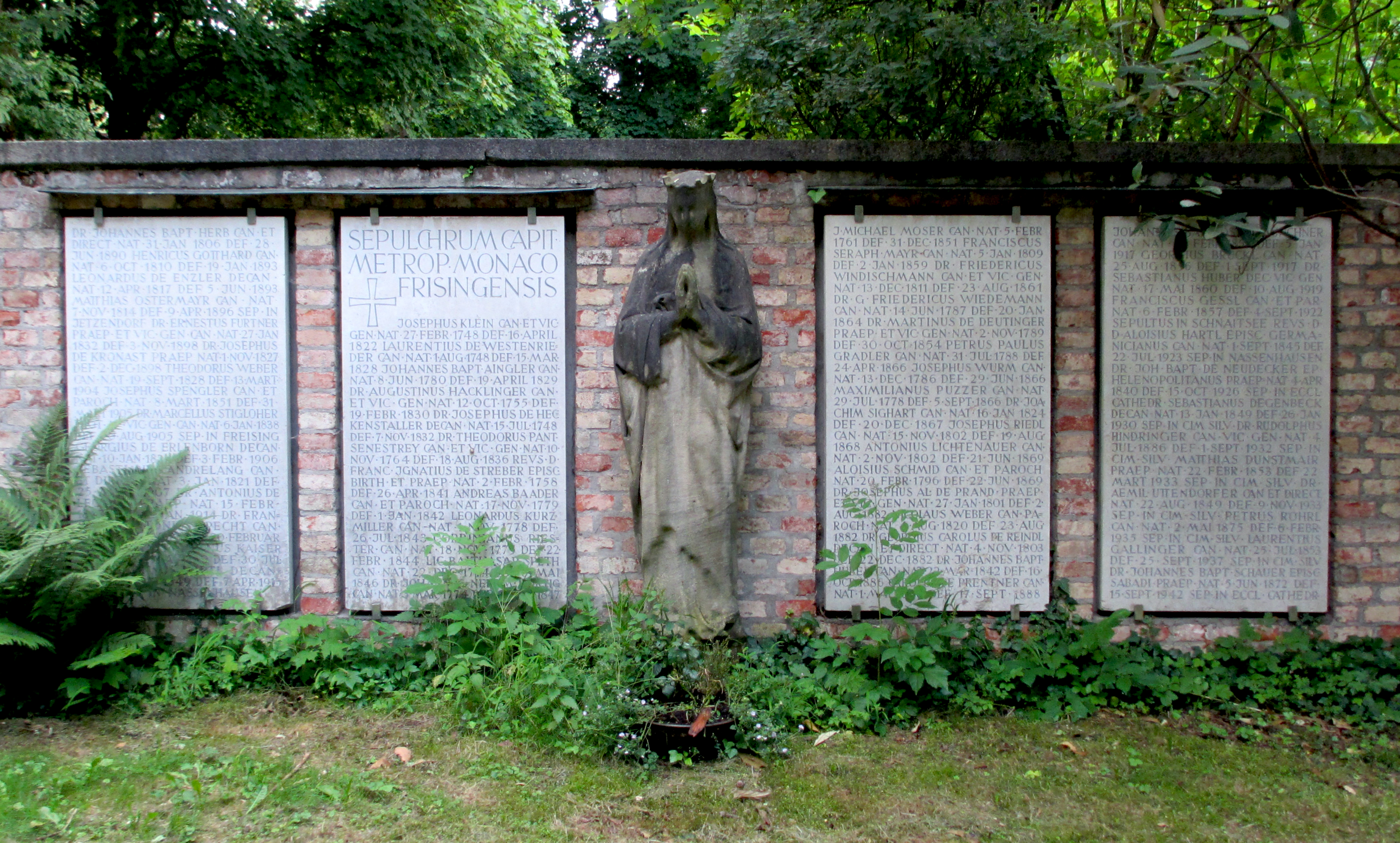
Grab von Karl Hortig auf dem Alten Südlichen Friedhof in München

Die Grabstätte von Karl Hortig befindet sich auf dem Alten Südlichen Friedhof in München (Alte Arkaden Platz 26/28 bei Gräberfeld 25) Standort.

## Namensgeber für Straße
Nach Karl Hortig wurde 1947 in München im Stadtteil Industriebezirk (Stadtbezirk 23 - Allach-Untermenzing) die Hortigstraße benannt.Straßenlage Lageplan

## Literarisches Werk
Seine literarischen Werke publizierte Hortig unter dem Pseudonym Johannes Nariscus; „in seinem urwüchsigen Humor glossierte er Schwächen seiner Zeit“ wie Dünkelhaftigkeit, Phrasensucht und Schwärmerei. Kritiker bewerten diese Werke als ebenbürtig mit denen von Jean Paul oder Georg Christoph Lichtenberg. Seine Geburtsstadt Pleystein ließ 1874 für ihn eine granitene Gedenktafel anfertigen, die sich jetzt an der Westfassade des Heimatmuseums befindet. Die Inschrift lautet: Geburtshaus des geistlichen Rates und Domkapitulars Dr. Johannes Nepomuk Hortig, geboren zu Pleystein am 4. März 1774, gestorben zu München am 27. Februar 1847, als satyrischer Schriftsteller hochgeschätzt. Die Steintafel wurde für 20 fl von Christoph Schmid aus Braunetsrieth angefertigt und von der mit Hortig verwandten Familie von Lichtenstern bezahlt.

## Schriften (Auswahl)
Unter dem Namen Johann Nepomuk Hortig veröffentlichte Werke
- Handbuch der christlichen Kirchengeschichte. Landshut 1827.
- Predigten zur Feier des vierhundertjährigen Jubiläums der Stadtpfarrkirche zum heiligen Martin und Kastulus in Landshut. Landshut 1836.
- Wunderbare Begebenheiten des Blasius Berneiter und seiner Gefährten. Sulzbach 1837.
- Kurzgefaßte Tugendlehre in Aussprüchen der heiligen Schrift, Alten und Neuen Testaments. Regensburg 1841.

Unter dem Namen Johannes Nariscus veröffentlichte Schriften
- Gesammelte Blätter Johannes Nariscus. Sulzbach 1832.
- Reisen zu Wasser und Land, mit etwelchen Anhängseln und Einstreuungen. Sulzbach 1835.
- Wundersame Begebenheites des Blasius Bernreiter und seiner Gefährten, zusammengestellt von Johannes Nariscus. Sulzbach 1836.
- Zwölf Körbe, Erzählung von Johannes Nariscus. Landshut 1841.
- Das neuromantische Drama zu Rübenrunkel von J.N. Kalender der literarisch-artistischen Anstalt zu München, 1844.